# Волшебная кисточка
«Волшебная кисточка» — рисованный мультфильм 1997 года, созданный на студии «Кристмас Филмз», заказчик — 4 канал Британской телекомпании BBC. Режиссёр Валерий Угаров создал в проекте «Сказки народов мира» мультфильм по мотивам китайской сказки.

## Сюжет
Давным-давно в стране, где правил император, жил мальчик-сирота по имени Малян. Он мечтал стать известным художником. Но у него не было даже кисточки. Он рисовал угольком на плоских камнях и его рисунки были как живые. Однажды ночью во сне к нему пришёл призрачный старец и сказал: «Малян! У меня есть волшебная кисточка для тебя, только для тебя одного. Но помни, важно только то, что у тебя внутри. Рисуй сердцем!» Старец оставил кисточку и исчез. Наутро Малян увидел кисточку, побежал к пруду и на камне нарисовал карпа — и тот ожил и нырнул в пруд. Для знакомой девочки Малян нарисовал козочку и она ожила. Слуги доложили помещику и привели к нему мальчика. Помещик велел нарисовать меч, Малян отказался и вынужден был бежать. Помещик донёс императору, и Маляна искала и схватила стража. Мальчика привели к императору, и он приказал рисовать. Малян изобразил стрекозу и она полетела. Тогда император отобрал кисточку и сам нарисовал груду золота, но она превратилась в большую змею. Тогда император вернул кисть и велел рисовать много золота. Малян предложил золотое дерево на острове в море и нарисовал на ширме. Изображение ожило, ширма стала порталом, ведущим на берег моря с парусником. Император шагнул на корабль и поплыл к золотому дереву, и только требовал ветер для скорости. Ветер усилился и разбил парусник об основание золотого дерева. Малян тоже шагнул в портал и ушёл по берегу моря. Он хотел быть свободным художником.

## Создатели
| Автор сценария              | Роб Ли |
| Кинорежиссёр                | Валерий Угаров |
| Композитор                  | Кэти Шостак |
| Художник-постановщик        | Игорь Олейников |
| Кинооператор                | Валентин Свешников                                                                                                   |
| Художники-аниматоры:        | Юрий Бутырин, Андрей Смирнов                                                                                         |
| Художественный руководитель | Рафик Ималетдинов |
| Ассистент режиссёра         | Елена Качкова |
| Ассистенты художника:       | Ирина Лебедева, Наташа Туригина, Наташа Беслик, Татьяна Семенова, Нина Иванчева, Александр Брежнев, Ирина Черникова, |
| Ассистент оператора         | Елена Кунакова |
| Тест линии                  | Сергей Василенко |
| Монтажёр                    | Елена Елизарова |
| Редактор                    | Елена Михайлова |
| Линейный продюсер           | Наташа Лугова |
| Технический директор        | Иза Ойрах |
| Продюсеры:                  | Елизавета Бабахина, Ринат Зиннуров, Кристофер Грейс                                                                  |

## Фестивали и премии
- 1998 — III Открытый Российский Фестиваль анимационного кино в Тарусе : Приз жюри за лучший фильм для детей — «Волшебная кисточка» реж. Валерий Угаров.[1]
- 1998 — Премия «Ника» за лучший анимационный фильм — Номинация.
- 2001 — Международный кинофестиваль в Сеуле : специальный приз за лучший анимационный фильм для телевидения — «Волшебная кисточка».[2]

## Видео
Мультфильм выпускался на DVD в сборнике мультфильмов «Волшебная кисточка» Выпуск 1.